# Crime of Passion
Crime of Passion (englisch für „Verbrechen aus Leidenschaft“) ist ein Lied des britischen Musikers Mike Oldfield, das im Januar 1984 erschien.

## Entstehung und Veröffentlichung
Getextet, komponiert und produziert wurde das Lied alleine vom Interpreten selbst. Gesungen beziehungsweise interpretiert wurde es von Barry Palmer.
Die Erstveröffentlichung von Crime of Passion erfolgte am 3. Januar 1984 als Single bei Virgin Records. Diese erschien als 7″-Single (Katalognummer: 106 102) sowie als 12″-Single (Katalognummer: 601 133) mit der B-Seite Jungle Gardenia. Zunächst nicht als Albumtitel veröffentlicht, erschien es später auf diversen Kompilationen Oldfields, wie unter anderem auf The Complete (Oktober 1985, Katalognummer: CDMOC 1) oder auch The Platinum Collection (März 2006; Katalognummer: MIKECDX17 / 3549362). Am 30. August 2013 erschien das Lied als Bonustitel auf der „30th Anniversary Deluxe Edition“ seines neunten Studioalbums Crises (Katalognummer: Mercury 374 044-7).

## Inhalt
Es handelt sich um eine schnelleren, mit unverzerrten Gitarren gespielten Pop-Rock-Titel, der eine gewisse Ähnlichkeit mit Moonlight Shadow (Mai 1983) aufweist. Der Text handelt von einer Frau, die an einem „hellen Tag“ verstirbt; ein Bezug ist Oldfields Mutter Maureen, die im Januar 1974 starb und auch auf dem Frontcover der Single zu sehen ist. Bereits zuvor hatte Oldfield seiner verstorbenen Mutter einen Titel gewidmet: In dulci jubilo (November 1975). Allerdings wird der Name der Frau im Lied als „Elizabeth Jane“ angegeben.

## Musikvideo
Das Musikvideo zeigt Oldfield und seine Band in einem Kinderspielzimmer nachempfundenen Set mit Buchstabenwürfeln, einem Clown und anderen Spielsachen. Oldfield spielt den Song in mechanisch anmutender Weise, einige Computereffekte wurden hinzugefügt. Es ist auf der DVD-Version von Elements – The Best of Mike Oldfield zu finden (Katalognummer: 50999 5 08283 2 6).

## Chartplatzierungen
Crime of Passion avancierte zum Nummer-eins-Hit in Dänemark. In Griechenland (Rang 3) und Schweden (Rang 10) wurde das Lied ein Top-10-Hit. Darüber hinaus erreichte es Chartplatzierungen in Deutschland und der Schweiz (je Rang 17), Irland (Rang 22), oder auch im Vereinigten Königreich (Rang 61).
| ChartsChartplatzierungen     | Höchstplatzierung | Wochen |
| ---------------------------- | ----------------- | ------ |
| Deutschland (GfK)            | 17 (12 Wo.)       | 12     |
| Schweiz (IFPI)               | 17 (6 Wo.)        | 6      |
| Vereinigtes Königreich (OCC) | 61 (4 Wo.)        | 4      |

## Coverversion
- 2000: Bamble B.[10]
- 2003: Barry Palmer & Robert Reed (Live)[11]